# Cercotrichas barbata
El alzacola barbudo (Cercotrichas barbata) es una especie de ave paseriforme de la familia Muscicapidae que habita en África.

## Distribución y hábitat
Se encuentra en los bosques tropicales secos y sabanas arboladas, como el miombo, de la región entre el sur de África Central y el norte del África austral, distribuido por Angola, Burundi, Malaui, Mozambique, el sur de la República Democrática del Congo, Tanzania y Zambia.